# 蒙费梅伊
蒙费梅伊（法語：Montfermeil，法語發音：[mɔ̃fɛʁmɛj] ⓘ）是法国法兰西岛大区塞纳-圣但尼省的一个市镇，位于该省东部偏北，属于勒兰西区。

## 地理
蒙费梅伊（48°53'54"N, 2°33'53"E）面积5.45 平方千米，位于法国法蘭西島大區塞纳-圣但尼省，该省份为法国北部内陆省份，毗邻巴黎。
与蒙费梅伊接壤的市镇（或旧市镇、城区）包括：库布龙、谢勒、克利希苏布瓦、加尼。

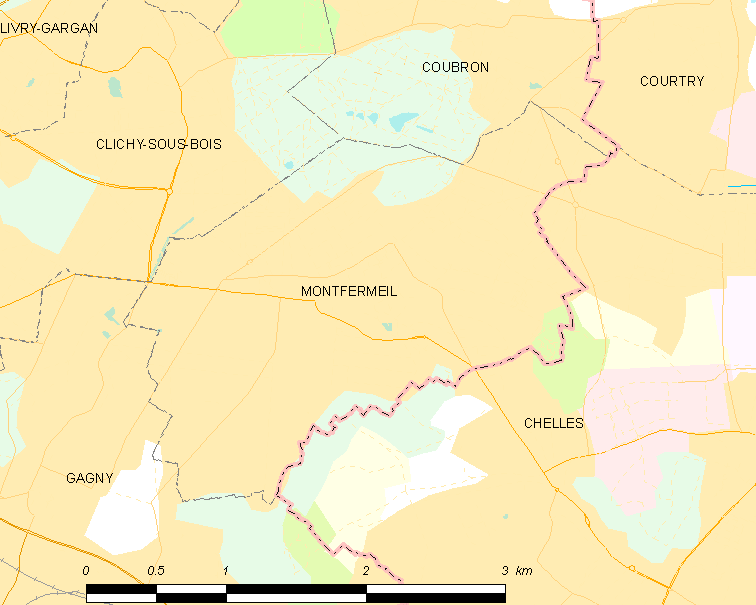
蒙费梅伊的OSM定位图

蒙费梅伊的时区为UTC+01:00、UTC+02:00（夏令时）。

## 行政
蒙费梅伊的邮政编码为93370，INSEE市镇编码为93047。

## 政治
蒙费梅伊所属的省级选区为法兰西地区特朗布莱县。

## 人口

1962-2008年间蒙费梅伊人口变化图示

蒙费梅伊于2022年1月1日时的人口数量为28257人。